# Willi Bohn
Willi Bohn (* 6. August 1900 in Gotha; † 23. Januar 1985 in Stuttgart) war ein deutscher Journalist und Politiker.

## Leben
Bereits 1916 verteilte der Arbeitersohn in Gotha Flugblätter gegen den Krieg und gründete mit gleichgesinnten Jugendlichen Diskutierklubs. Er wurde zunächst Mitglied der USPD und dann der KPD. Als 21-Jähriger wurde er Mitglied im Gothaer Gemeinderat. Seit 1925 war er verheiratet mit Mariechin Schmidt. Bohn war bis 1931 Chefredakteur der Niedersächsischen Arbeiterzeitung in Hannover. Ab 1932 arbeitete er als Chefredakteur der Süddeutschen Arbeiterzeitung.
1933 ging Bohn in den Widerstand. Er nahm an der am 7. Februar 1933 stattfindenden illegalen Tagung des Zentralkomitees der KPD im Sporthaus Ziegenhals bei Berlin teil. Er war an der Planung des Kabelanschlags beteiligt: Die Übertragung einer Rede Adolf Hitlers im Rundfunk wurde sabotiert. Bohn organisierte die „Transportkolonne Otto“. Diese Gruppe schmuggelte ab Frühjahr 1933 Zeitungen und Flugschriften aus der Schweiz über Rhein und Bodensee nach Südwestdeutschland und verbreitete so z. B. Informationen über die Bombardierung von Guernica.
Die Gruppe geriet im Oktober 1933 ins Visier der Gestapo, und neben anderen Mitgliedern der Gruppe wurden insbesondere Willi Bohn und andere Verteiler der geschmuggelten Zeitschriften bei der illegalen KPD-Kreisleitung in Stuttgart (z. B. Walter Vielhauer) verhaftet. Dennoch konnte die Gruppe ihre Tätigkeit während der ganzen Zeit des Nationalsozialismus fortsetzen. 1935 wurde Bohn verhaftet. Er war in den folgenden Jahren in verschiedenen Gefängnissen inhaftiert, zeitweise auch im Lager Kaltenstein bei Vaihingen an der Enz. Gegen Kriegsende gelang ihm bei einem Weitertransport nach Süddeutschland die Flucht, gemeinsam mit mehreren Mitgefangenen.
Nach dem Krieg wurde er Redakteur bei der Stuttgarter Zeitung. Von 1946 bis 1959 gehörte er dem Stuttgarter Gemeinderat an. 1949 wurde er Chefredakteur der Volksstimme in Stuttgart. 1953 kandidierte er für die KPD zur Bundestagswahl. 1968 war er Gründungsmitglied der DKP. Im Rahmen seiner politischen Tätigkeit sticht besonders sein Einsatz im Kontext der Aufarbeitung der NS-Zeit hervor. Er war ein großer Kritiker der in seinen Augen nur oberflächlich umgesetzten Entnazifizierung. Besonders die nachträgliche Einstufung des ehemaligen Stuttgarter Oberbürgermeisters und NSDAP-Mitgliedes Karl Strölin als „Minderbelasteter“ und später zum einfachen „Mitläufer“ war ihm ein Dorn im Auge.

## Werke
- Das Schicksal deiner Gemeinde in deiner Hand. Parteivorstand d. Kommunist. Partei, Düsseldorf 1952
- VVN Baden-Württemberg, 20 [zwanzig] Jahre Ringen. Landesvorstand d. VVN Baden-Württemberg, Stuttgart 1967
- Stuttgart: Geheim! Röderberg-Verlag, Frankfurt am Main 1969
- Transportkolonne Otto. Röderberg-Verlag, Frankfurt am Main 1970
- Einer von vielen. Verlag Marxistische Blätter, Frankfurt am Main 1981
- „Hochverräter!“ Röderberg-Verlag, Frankfurt am Main 1984